# Тоннель под Евфратом
Тоннель под Евфратом — тоннель длиной 929 метров (0,577 миль), который был построен под рекой Евфрат, чтобы соединить две части города Вавилон в старой Месопотамии. Считается первым в мире подводным тоннелем.
Археологи считают, что он был построен между 2180 и 2160 годами до нашей эры.
Другие подводные пешеходные тоннели не строились до 1824 года нашей эры, когда Марк Брюнель построил тоннель под Темзой.

## Характеристики
Строительство началось с сооружения временной дамбы через Евфрат и производилось проходкой открытым способом.
Тоннель был размером 12 футов (3,7 м) в высоту и 15 футов (4,6 м) в ширину. Предполагается, что его использовали пешеходы и колесницы запряженные лошадьми. С одной стороны он был связан с храмом Мардука, а на другом берегу реки — с царским дворцом. Предположительно, он был обложен кирпичом и гидроизолирован с помощью асфальта.

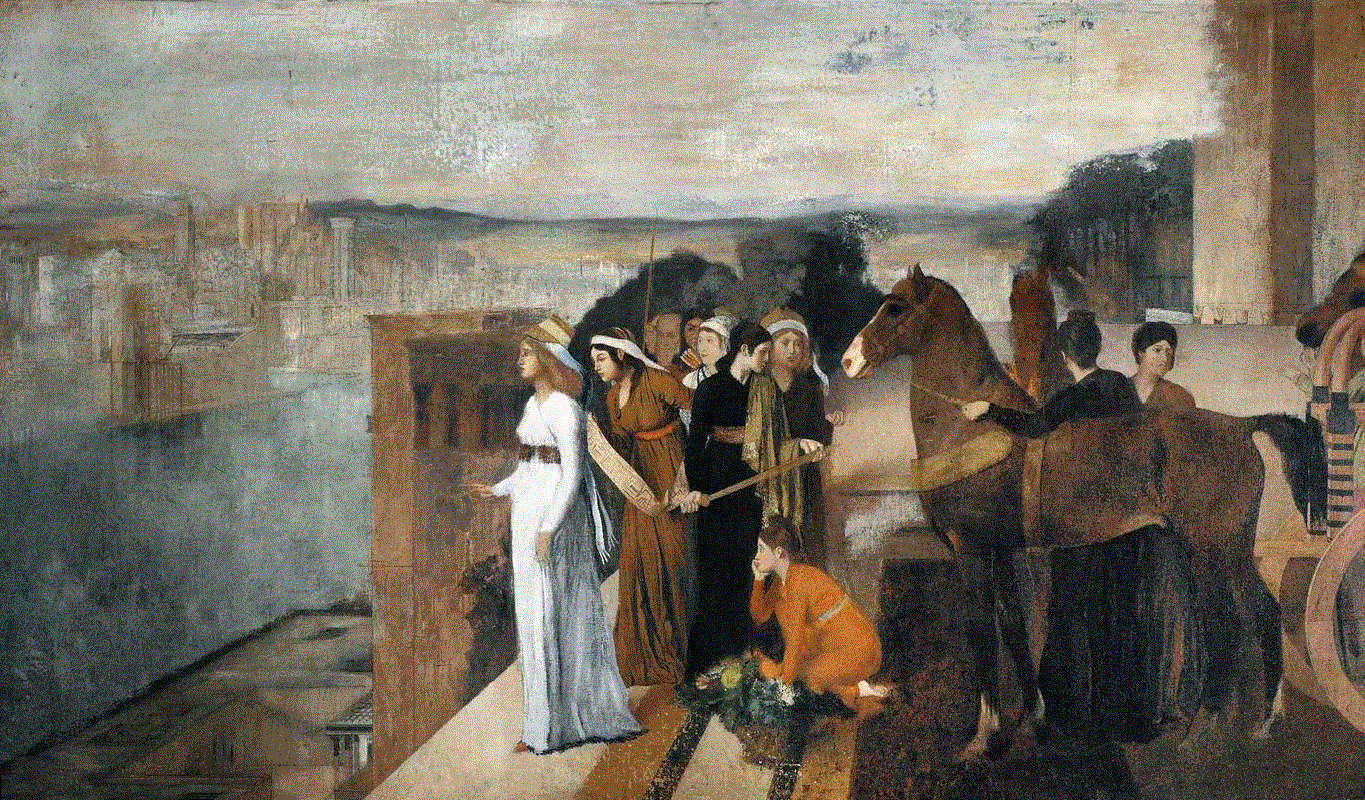
Эдгар Дега, «Семирамида строит Вавилон» (музей Орсэ, Париж)

## Описания
Описание строительства и использования тоннеля царицей Семирамидой даёт Диодор (фл. 50 год до н. э.) в «Исторической библиотеке».
Филострат (умер в 250 году н. э.) также описывает строительство тоннеля в «Жизни Аполлония Тианского».